# Thoracostrongylus aduncatus
Thoracostrongylus aduncatus (лат.) — вид жуков-стафилинид из подсемейства Staphylininae (Staphylinini).

## Описание
Мелкие жуки с удлинённым телом, внешне напоминающие жуков рода Ontholestes. Длина тела у самцов 7,0—8,3 мм, у самок 8,0—9,6 мм. По общему виду T. aduncatus похож на Thoracostrongylus acerosus, Thoracostrongylus fujianensis и Thoracostrongylus diaoluoensis, но может быть отличим от них вершиной срединной доли гениталий, направленной дорсально и образующей апикальный зубец на боковом виде, а от T. diaoluoensis также эдеагусной срединной долей с субапикальным зубцом на дорсальной стороне. Эдеагусная вариация наблюдается в апикальных частях срединной доли и парамера.

## Распространение
Представители вида встречаются в Юго-Восточной: Китай (Yunnan).

## Таксономия
Таксон Thoracostrongylus aduncatus был впервые описан в 2011 году